# 苦労
| ウィキペディアには「苦労」という見出しの百科事典記事はありません（タイトルに「苦労」を含むページの一覧/「苦労」で始まるページの一覧）。 代わりにウィクショナリーのページ「苦労」が役に立つかもしれません。 |